# أليس راسموسن
أليس راسموسن (بالسويدية: Alice Rasmussen)‏ هي مؤرخة الفن ومترجمة وعالمة نبات وكاتِبة سويدية، ولدت في 3 نوفمبر 1926.